# دائرةالمعارف حسینی

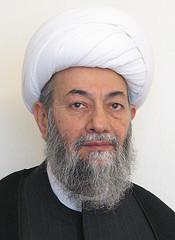

دانشنامه حسینی بزرگترین دانشنامه جهان اسلام (در ۹۷ جلد و بیش از ۷۰۰ جلد دستنوشته) است که در حال نگارش می‌باشد.

## معرفی
دانشنامه حسینی (به عربی: دائرةالمعارف الحسينية) عنوان دانشنامهای است پیرامون حسین بن علی پیشوای سوم شیعیان. این دانشنامه به تمامی ابعاد زندگی این شخصیت می‌پردازد.

## نویسنده
نوشتن و تهیه مطالب این اثر توسط محمدصادق کرباسی که اصالتاً ایرانی و اهل تهران است و با همکاری برخی افراد دیگر در در ۱۹۸۷ آغاز گردیده و تا کنون ادامه دارد.

## مجلدات چاپ شده
تا کنون ۱۱۱ جلد از این دانشنامه منتشر گردیده‌است.